# صناديق الفضاء
صناديق الفضاء هي لعبة فيديو ألغاز مستوحاة من اللعبة الكلاسيكية تتريس وهي من تطوير Mars 90s، تم تصميم وتطوير اللعبة عن طريق محرك الألعاب الشهير Unity وتم إطلاق أول نسخة من اللعبة في أبريل 2020 علي متجر جوجل بلاي.

## فكرة اللعبة
تحتوي اللعبة علي سبعة أشكال أساسية كل شكل مكون من 4 صناديق وهي علي أشكال الحروف الإنجليزية التالية (I,L,J,S,Z,O,T) تبدأ اللعبة بسقوط أشكال عشوائية يتحكم اللاعب في وضعية سقوطها كي لا تتراكم ويخسر، كل صف مكتمل يتم إزالته ويحصل اللاعب علي النقاط مقابل إزالة كل صف.